# Museu del còmic i l'animació de la Xina
Museu del còmic i l'animació de la Xina (xinès simplificat: 中国动漫博物馆, pinyin: Zhōngguó Dòngmàn Bówùguǎn, literalment 'Museu del Dongman de la Xina'; anglès: China Comic and Animation Museum) és un museu ubicat a la riba del llac Baima, al districte de Binjiang de ciutat de Hangzhou, capital de la província de Zhejiang, a la República Popular de la Xina.
És el primer museu dedicat al còmic i l'animació (dongman) aprovat a nivell nacional per l'Administració estatal de ràdio i televisió i la Societat d'animació de la Xina. Tot el cos de l'edifici és de color blanc, amb forma de núvols, i té una superfície de 30.382 metres quadrats. La primera pedra es va col·locar el 29 d'abril de 2010 i el museu obrí les portes el 26 de juny de 2021.
El Museu del Dongman de la Xina ha recollit més de 20.000 obres d'art relacionades amb l'animació, incloent-hi més de 1.600 pintures, guions, models i vídeos originals donats per col·leccionistes de la Xina continental, Taiwan, els Estats Units, França, Japó, els Països Baixos i Polònia, pel·lícules de cel·luloide i altres obres i materials històrics, i un gran nombre d'instal·lacions interactives per mostrar el procés de desenvolupament de l'animació xinesa, cobrint des dels clàssics fins al desenvolupament futur.

## Història
A principis del segle XXI, Hangzhou va començar a desenvolupar enèrgicament la indústria de l'animació, i va introduir polítiques per fomentar i donar suport al desenvolupament de la indústria, com la celebració del Festival Internacional d'Animació de la Xina el 2005.
L'any 2009, Hangzhou va començar a preparar-se per a l'establiment del Museu del Dongman de la Xina, i va decidir instal·lar-se a la ciutat creativa ecològica del llac Baima, que inicialment estava programada per obrir-se el 2013. Inspirat per les bafarades de diàleg, la seu del museu fou dissenyada originalment com sis edificis en forma de bolets de diferents mides, però per dificultats de construcció i problemes de seguretat, el pla va ser abandonat i redissenyat el 2013. El 20 de desembre de 2014, va començar la construcció del Museu del Dongman de la Xina, finalitzant-se el 28 de desembre de 2020. El 26 de juny de 2021 s'inaugurà el Museu.
En els primers dies de l'obertura del museu, a causa de les restriccions causades per la malaltia del coronavirus, el Museu només podia oferir 1.000 visites diàries, causant un excés de demanda. Al mateix temps, el Museu del Dongman de la Xina va obrir dos exposicions temporals, una sobre els dibuixants de Zhejiang i una altra dedicada a Ji Kemei.

## Sala d'exposicions i col·lecció
El Museu es divideix en 6 plantes. Té 4 sales d'exposicions permanents, teatres, aules i biblioteques, sala d'esports electrònics i altres àrees. Les tres primeres sales recorren la història del cinema d'animació xinés des dels inicis fins al segle xxi, i a la quarta planta l'exposició se centra en el desenvolupament futur de l'animació xinesa i l'aplicació de tecnologies d'avantguarda en animació.
Les col·leccions del Museu d'Animació de la Xina són majoritàriament obres d'art d'animació i exposicions interactives. Les obres d'art d'animació inclouen materials de vídeo descatalogats dels germans Wan, una pintura de fons original de La Blancaneu i els set nans, una pel·lícula de cel·luloide de Mickey Mouse, l'esborrany a llapis del disseny de fons de Shuke he Beita, i Nezha Nao Hai, materials de Sun Wukong dibuixats conjuntament per Yan Dingxian i Osamu Tezuka, il·lustracions originals del joc Angry Birds, i altres obres d'art i exposicions interactives que utilitzen realitat virtual i realitat mixta, interacció somatosensorial, interacció tàctil i altres tecnologies, que expliquen el procés de producció d'animació i còmics, així com les tècniques tradicionals inspirades en l'art xinés, com l'animació amb paper, animació amb tinta, animació de titelles i altres tipus d'animació, i permeten el públic participar personalment en la producció d'animació senzilla i doblatge.

## Horari
El Museu del Dongman de la Xina està obert de dimecres a diumenge de 9:30 a 16:30, tancat els dilluns i els dimarts i normalment obre durant els dies festius a la Xina continental. L'entrada és gratuïta, però cal demanar-la al compte de WeChat del museu.